# Venus in the East
Venus in the East è un film muto del 1919 diretto da Donald Crisp e prodotto dalla Famous Players-Lasky Corporation. La sceneggiatura di Gardner Hunting si basa sull'omonimo romanzo di Wallace Irwin, pubblicato a New York nel 1918 e uscito a puntate sul The Saturday Evening Post.

## Trama
Buddy McNair, entrato in possesso di una grossa eredità, lascia il Colorado per recarsi a New York, dove vuole conoscere e conquistare Pat Dyvenot, una bella signora dell'alta società dalla quale è rimasto affascinato dopo averne visto la foto sul giornale. Sul treno, Buddy viene circuito da alcuni giocatori d'azzardo che lo spennano di una bella somma, aiutati da una ragazza di nome Martha. A New York, con i suoi modi del West, Buddy fa la figura del campagnolo sciocco. Si prefigge allora di far bella figura e comincia a vestirsi elegantemente, riuscendo a entrare nella buona società. Quando incontra la bella Pat, la sua Venere dell'Est, questa, pur trattandolo freddamente, accetta la sua proposta di matrimonio. Alcuni corteggiatori delusi mettono però Buddy sull'avviso: la sua fidanzata ha subito impegnato la preziosa collana che lui le ha regalato.
Il disilluso Buddy incontra per caso Martha. La ragazza gli dice che i soldi da lui persi si trovano ad aspettarlo in una cassetta di sicurezza. Il giovanotto si rende conto che Martha è la sua vera Venere dell'Est: annuncia allora alla signora Pat Dyvenot di essere diventato povero. La donna rompe immediatamente il fidanzamento e lui può ritornare alla sua ragazza.

## Produzione
Parte del film, prodotto dalla Famous Players-Lasky Corporation, fu girato in esterni a New York.

## Distribuzione

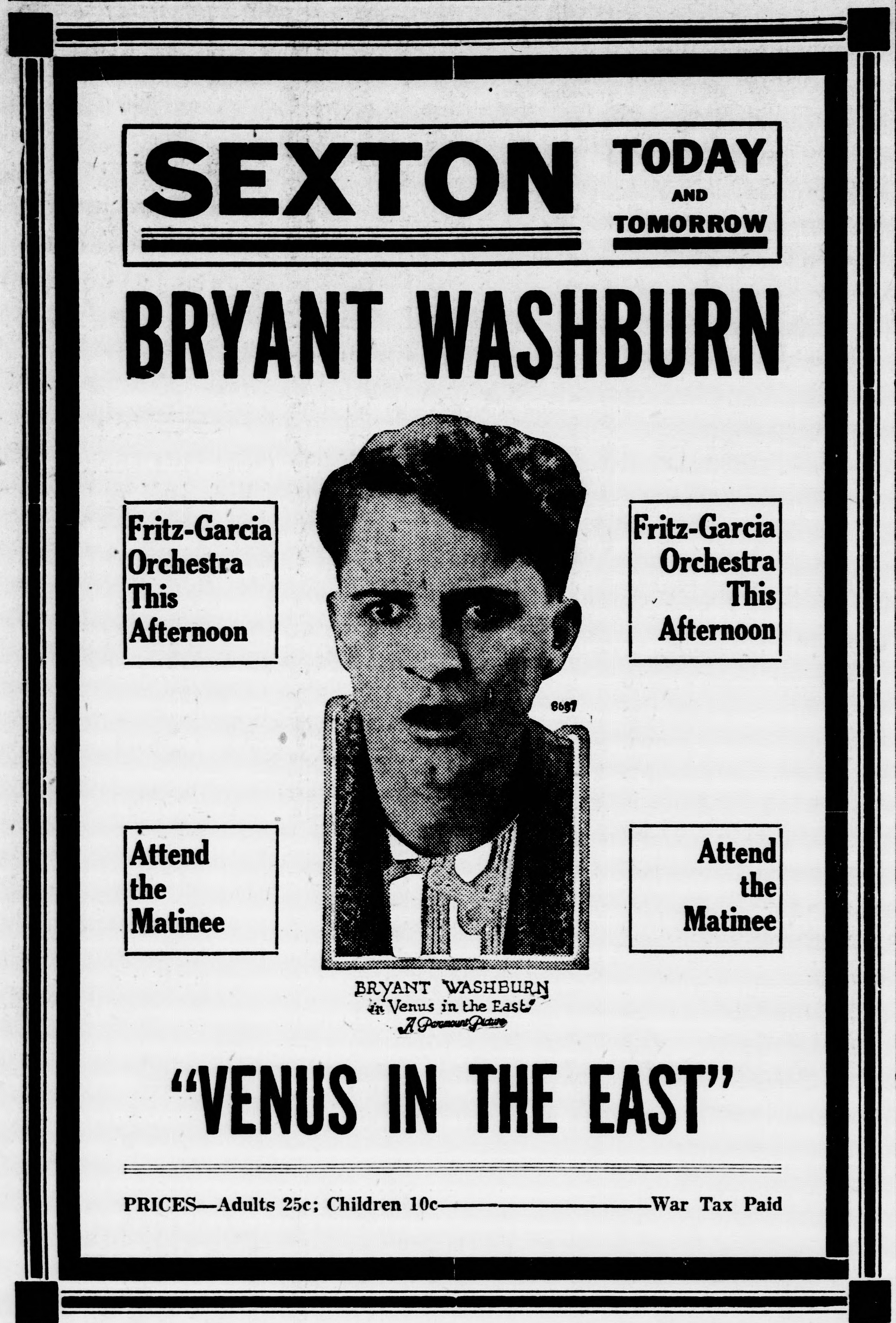
Pubblicità
(18 febbraio 1919)

Il copyright del film, richiesto dalla Famous Players-Lasky Corp., fu registrato il 31 dicembre 1918 con il numero LP13235.
Distribuito dalla Paramount Pictures e dalla Famous Players-Lasky Corporation, il film - presentato da Jesse L. Lasky - uscì nelle sale cinematografiche statunitensi il 26 gennaio 1919.
Non si conoscono copie ancora esistenti della pellicola che viene considerata presumibilmente perduta.